# ドゥースブルフ包囲戦

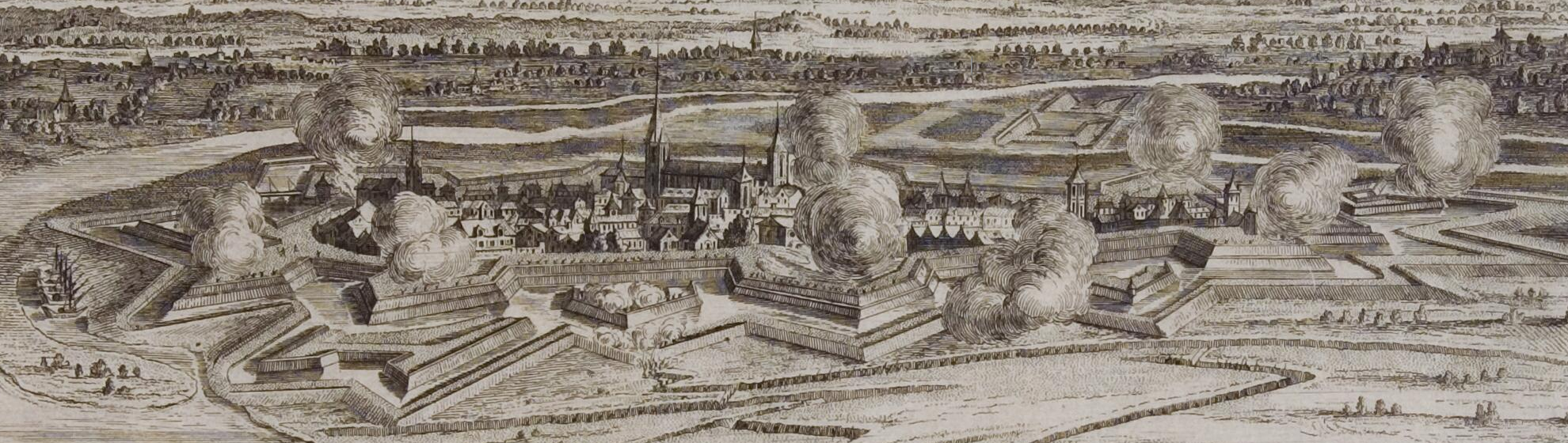
ドゥースブルフ包囲戦

ドゥースブルフ包囲戦（ドゥースブルフほういせん）は、仏蘭戦争中、1672年7月16日から7月21日まで行われた、フランス王国によるドゥースブルフの包囲。フランスは6月よりヘルダーラント州のロビト経由でネーデルラント連邦共和国に侵攻しており、7月16日にはドゥースブルフの包囲を開始、ドゥースブルフはわずか5日後の7月21日に降伏した。

## 背景
1672年6月、フランスはケルン選帝侯領とミュンスター大司教領を味方につけた後、オランダに侵攻した。1672年6月12日にトルハウスの戦いが行われたがフランスは力押しで勝利、続いて軍を2手にわけてテュレンヌ子爵はアーネムとナイメーヘンを包囲（フランス王ルイ14世も随行）、ケルンとミュンスター軍はドレンテ州とフローニンゲン州に進軍してブレデフォールト包囲戦とクフォルデン包囲戦に勝利した。
ルイ14世は7月4日から9日までHeerlijkheid Waaiensteinに留まった後、9日から15日までエメリヒ・アム・ライン、16日にはウレンパス城に移動した。ドゥースブルフも守備の強化に努め、堀を掘ったり、農民を駆り出して城壁を築いた。ドゥースブルフ守備軍の指揮官はヨハン・ファン・インヘン・ヌーランド（Johan van Ingen Nuland）だった。

## 経過
7月16日から17日、フランス軍はドゥースブルフに接近して軍営を設置、同市に即時降伏勧告を送った。降伏勧告は開封すらされずに突き返された。
7月18日、フランス軍がドゥースブルフに接近しすぎて、市側が大砲を設置して反撃することに成功した。
7月19日、フランス軍は再び最後通牒を送ったがまたしても突き返された。大教会がフランス軍の砲撃を受けて大損し、住民の多くがガストハウスケルクに退避した。
7月21日、守備軍は攻撃を2度試みたがいずれも大砲の支援が足りずに失敗した。同日夜、当局と市民とで意見の相違はあったが最終的にはフランス軍への降伏が決定された。

## その後
降伏の後、ドゥースブルフは約8,000フローリンの賠償を支払った（主に宝飾品、金、スズ、銅で支払った）。フランス軍は1674年にドゥースブルフから引き揚げ、1678年のナイメーヘンの和約で正式にオランダに返還した。

## 関連図書
- Luc Panhuysen (2009): Rampjaar 1672, hoe de Republiek aan de ondergang ontsnapte.